# Cross Hall

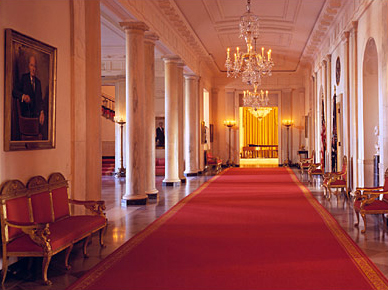
Le Cross Hall avec au fond l'entrée de lEast Room et à gauche, le hall d'entrée.

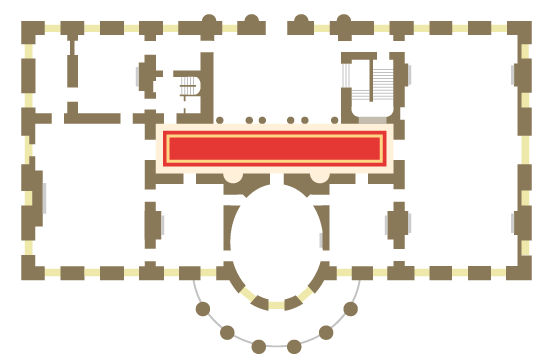
Emplacement du Cross Hall au State Floor de la Maison-Blanche.

Le Cross Hall en français : « Corridor » est un vaste vestibule situé au State floor (l'étage d'État, correspondant au rez-de-jardin côté nord et au premier étage côté sud) de la Maison-Blanche. Ce large couloir s’étend au centre du bâtiment dans une direction est-ouest en reliant la salle à manger d’État (State Dining Room) à l'East Room. Il mesure environ 25 mètres de long pour 6 mètres de large. Il est séparé  du hall d’entrée (Entrance Hall ou Grand Foyer) par une série de colonnes doriques et, outre la East Room et la salle à manger d’État, donne accès à presque toutes les autres pièces de l'étage - la Blue Room, la Green Room et la Red Room - ainsi qu'à l'ascenseur et l'escalier de service. Le Grand escalier y est visible à partir d’une ouverture face à la Green Room.

## Architecture et mobilier
L’architecture actuelle du Cross Hall remonte à 1952 lors de la reconstruction de la Maison-Blanche par Truman. Elle recréa en grande partie l’apparence laissée à la suite de la rénovation de 1902 faite par le cabinet McKim, Mead and White sous l'administration de Theodore Roosevelt. Cette reconstruction remplaça les colonnes, les pilastres et le sol en pierre de Joliet peints en doré par un marbre gris. Les murs en plâtre divisés par un lambris d'appui et peints en couleur crème et or furent également remplacés par du marbre. McKim installa des colonnes doriques romaines, inspirées directement des travaux de l’architecte italien du XVIe siècle Vignole, pour la séparation entre le Cross Hall et le hall d'entrée. Il fit également déplacer l'accès du Grand escalier qui se situait à l'extrémité est du couloir, vers le Hall d'entrée, conservant néanmoins la porte qu'il transforma en balcon donnant sur la cage. Les niches de James Hoban sur le mur Sud furent conservées mais leur décoration extérieure fut réduite. Mais alors qu'Hoban y avait placé des poêles en fonte en forme d'urne, les niches actuelles abritent des bustes des présidents George Washington et Abraham Lincoln. Durant la restauration Kennedy, le décorateur d’intérieur Stéphane Boudin arrangea le mobilier pour que le Cross hall ressemble plus au grand vestibule de la  Malmaison. Si un tapis rouge recouvre traditionnellement le sol depuis le début des années 1960, il a changé plusieurs fois depuis, comprenant plus détails et sa couleur rouge évoluant. Le tapis actuel, qui a été dessiné pour être plus graphique et plus visuel à la télévision, a un rouge plus saturé, une ombre portée plus chaude et une bordure dorée cousue, formée de feuilles de laurier, de médaillons et d’étoiles à cinq branches, basée sur la bordure moulée du Grand escalier. L'apparence actuelle du Cross Hall est le résultat de la rénovation et le réameublement complet fait en 1997 par le Comité pour la préservation de la Maison-Blanche, le conservateur de la Maison-Blanche et financé par le White House Endowment Trust.
Une série de chaises rembourrées et de canapés en hêtre qui devaient appartenir à James Monroe est disposée le long des murs. Deux consoles Empire sont placées en face de plusieurs meubles datant de Madison et la console dorée, achetée initialement par Monroe pour la Blue Room et que Jacqueline Kennedy fit restaurer, se trouve dans le hall d’entrée voisin. Les portraits des  derniers présidents sont accrochés aux murs du hall d'entrée et du Cross Hall.

## Histoire
La tradition d'accrocher ses portraits présidentiels remonte au temps du président Ulysses S. Grant. L’administration Buchanan lança la tradition de conserver les  portraits des présidents pour la collection de la Maison-Blanche et l’administration de Grant plaça les portraits de Washington jusqu'à celui de Lincoln dans le Cross Hall, derrière une vitre.

## Source
- (en) Cet article est partiellement ou en totalité issu de l’article de Wikipédia en anglais intitulé « Cross Hall » (voir la liste des auteurs).